# Un golpe con estilo
Un golpe con estilo (En inglés Going in Style) es una película de comedia estadounidense del año 2017 dirigida por Zach Braff y escrita por Theodore Melfi. Se trata de un remake de la película del mismo nombre de 1979. Protagonizada por Morgan Freeman, Michael Caine y Alan Arkin, la cinta narra las aventuras de un trío de ancianos excombatientes de Vietnam, que planean robar un banco al verse afectados económicamente por la cancelación de sus respectivas pensiones. 
La película fue estrenada en el Teatro SVA el 30 de marzo de 2017 y lanzada en los Estados Unidos el 7 de abril de 2017. Ha recibido críticas mixtas por parte de la prensa especializada y ha recaudado más de $52 millones de dólares en todo el mundo.

## Sinopsis
Joe, Willie y Al son tres ancianos amigos. Un día, Joe presencia el asalto a un banco a manos de una pandilla armada. Al encontrarse en serios aprietos económicos, e inspirado por su vivencia, planea junto a sus dos amigos el robo de un banco para poder solventar sus inconvenientes monetarios.

## Reparto
- Morgan Freeman como Willie Davis.
- Michael Caine como Joe Harding.
- Alan Arkin como Albert Garner.
- Ann-Margret como Annie Santori.
- John Ortiz como Jesús García.
- Peter Serafinowicz como Murphy.
- Joey King como Brooklyn Harding.[1]
- Kenan Thompson como Keith Schonfield.
- Matt Dillon como el Agente Hamer.
- Christopher Lloyd como Milton Kupchak.
- Siobhan Fallon Hogan como Mitzi.
- Josh Pais como Chuck Lofton.
- Maria Dizzia como Rachel Harding.

## Recepción
En el sitio web Rotten Tomatoes, la película cuenta con un ranking del 46% basado en 106 reseñas. La reseña oficial del sitio argumenta: "Pese a la gran cantidad de talento de sus protagonistas, Going in Style no entrega demasiados momentos graciosos y juega a la segura muy a menudo". En Metacritic, la película se ubicó justo en la mitad del ranking del 1 al 100, basado en 31 críticas.
El crítico Steve Pulaski de la revista Influx comparó esta versión con la original de 1979, concluyendo que "Going in Style es un filme gracioso y competente para un objetivo demográfico que ocasionalmente puede sentirse alienado al ver las películas que exhiben en los teatros locales (especialmente después de marzo, un vertiginoso mes de éxitos en taquilla). La lealtad a la versión original es admirable, y sus libertades creativas y su adición de elementos modernos trabajaron a su favor la mayor parte del tiempo".